# Thomas L. Fisher
Thomas L. Fisher é um especialista em efeitos visuais estadunidense. Venceu o Oscar de melhores efeitos visuais na edição de 1998 por Titanic, ao lado de Mark Lasoff, Michael Kanfer e Robert Legato.